# حابس حسين
حابس حسين (1947 - ) ممثل أردني. أشتهر بأدائه للأدوار البدوية في المسلسلات البدوية.

## حياته
نال شهادة البكالوريوس في اللغة الإنجليزية من الجامعة الأردنية العام 1984. شارك في أكثر من 5 مسرحيات منها مسرحية شيطان الفلاحين وأكثر من 22 مسلسل تلفزيوني منها المسلسل التاريخي هارون الرشيد والمسلسل البدوي وشق الرهف. وهو عضو في نقابة الفنانين الأردنيين

## أعماله

### المسلسلات
- رمال وآمال
- العقاب والصقر
- المرقاب
- ذيب السرايا
- بيارق العربا
- جمر الغضا
- العنود
- أبوجعفر المنصور
- حب في الهايد بارك
- نمر بن عدوان
- رأس غليص
- الحجاج
- شوق الرهف
- الإمبراطور.
- المثل البدوي
- المنسية
- الدرب الطويل
- أم الكروم
- لقمة العيش
- أصايل
- ليدي ليد - رسوم متحركة
- وجه الزمان
- راعي الأولة
- محاكم بلا سجون
- الصقر
- الغريبة
- أليس في بلاد العجائب
- صراع الجبابرة
- الرمضاء والنار
- عيال مشهور
- راعي الصيت
- الدليل
- غبار الصحراء
- الوعد
- البريء
- رجوة
- سهرة تلفزيونية أوهام سالم
- بين الوديان
- دمعة فرح
- صهيل الأصيل
- توم الغرة
- أخوة الدم